# Wasyl Horba
Wasyl Dementijowycz Horba, Wasilij Diemientjewicz Gorba (ukr. Васи́ль Деме́нтійович Го́рба, ros. Василий Дементьевич Горба, ur. 1904, zm. 1978) – radziecki polityk.

## Życiorys
W 1924 został członkiem RKP(b). Od 1934 był zastępcą sekretarza, następnie do 1938 sekretarzem onufrijiwskiego rejonowego komitetu KP(b)U, 1938-1939 pełnił funkcję I sekretarza korosteńskiego rejonowego komitetu KP(b)U, a od 1939 do sierpnia 1940 kierował Wydziałem Organizacyjno-Instruktorskim Komitetu Obwodowego KP(b)U we Lwowie. W lipcu 1940 wyznaczono go I sekretarzem Komitetu Powiatowego KP(b)U w Akermanie (obecnie Izmaił), od sierpnia 1940 do 1941 był II sekretarzem Komitetu Obwodowego KP(b)U w Akermanie/Izmailu, po ataku Niemiec na ZSRR w 1941 został szefem Wydziału Politycznego Ludowego Komisariatu Sowchozów RFSRR (do 1943) i jednocześnie zastępcą ludowego komisarza sowchozów RFSRR. Po wyparciu Niemców z Izmailu w 1944 został I sekretarzem Komitetu Obwodowego KP(b)U w tym mieście, 1945-1946 pełnił funkcję II sekretarza tego komitetu, później 1946-1951 kierował jednym z trustów w Stanisławowie (obecnie Iwano-Frankiwsk), a 1951-1960 był dyrektorem kombinatu w Kirowohradzie (obecnie Kropywnycki), po czym przeszedł na emeryturę. W 1945 został odznaczony Orderem Wojny Ojczyźnianej II klasy.